# Australische Cricket-Nationalmannschaft in Bangladesch in der Saison 2021
Die Tour der australischen Cricket-Nationalmannschaft nach Bangladesch in der Saison 2021 fand vom 3. bis zum 9. August 2021 statt. Die internationale Cricket-Tour war Bestandteil der Internationalen Cricket-Saison 2021 und umfasste fünf Twenty20s. Bangladesch gewann die Serie 4–1.

## Vorgeschichte
Bangladesch spielte zuvor eine Tour in Simbabwe, Australien eine Tour in den West Indies. Das letzte Aufeinandertreffen der beiden Mannschaften bei einer Tour fand in der Saison 2017 in Bangladesch statt.

## Stadien
Die folgenden Stadien wurden für die Tour als Austragungsort vorgesehen.
| Stadion                                | Stadt | Kapazität | Spiele      |
| -------------------------------------- | ----- | --------- | ----------- |
| Sher-e-Bangla National Cricket Stadium | Dhaka | 26.000    | 1. – 5. T20 |

## Kaderlisten
Australien benannte seine Kader am 16. Juni 2021.
Bangladesch benannte seine Kader am 26. Juli 2021.
| Twenty20 | Twenty20 |
| Bangladesch | Australien |
| --- | --- |
| - Mahmudullah (K) - Nasum Ahmed - Taskin Ahmed - Litton Das (wk) - Mahedi Hasan - Nurul Hasan (wk) - Shakib Al Hasan - Afif Hossain - Mosaddek Hossain - Rubel Hossain - Shamim Hossain - Shoriful Islam - Taijul Islam - Mohammad Mithun - Mohammad Naim - Mustafizur Rahman - Mohammad Saifuddin - Soumya Sarkar | - Aaron Finch (K) - Matthew Wade (VK, wk) - Ashton Agar - Wes Agar - Jason Behrendorff - Alex Carey (wk) - Dan Christian - Nathan Ellis - Josh Hazlewood - Moises Henriques - Mitchell Marsh - Riley Meredith - Ben McDermott - Josh Philippe - Mitchell Starc - Mitchell Swepson - Ashton Turner - Andrew Tye - Adam Zampa |

## Twenty20 Internationals

### Erstes Twenty20 in Dhaka
| 3. August Scorecard | Dhaka | Bangladesch 131-7 (20)          | – | Australien 108 (20) |
|                     |       | Bangladesch gewinnt mit 23 Runs |   |                     |

Australien gewann den Münzwurf und entschied sich als Feldmannschaft zu beginnen. Als Spieler des Spiels wurde Nasum Ahmed ausgezeichnet.

### Zweites Twenty20 in Dhaka
| 4. August Scorecard | Dhaka | Australien 121-7 (20)             | – | Bangladesch 123-5 (18.4) |
|                     |       | Bangladesch gewinnt mit 5 Wickets |   |                          |

Australien gewann den Münzwurf und entschied sich als Schlagmannschaft zu beginnen. Als Spieler des Spiels wurde Afif Hossain ausgezeichnet.

### Drittes Twenty20 in Dhaka
| 6. August Scorecard | Dhaka | Bangladesch 127-9 (20)          | – | Australien 117-4 (20) |
|                     |       | Bangladesch gewinnt mit 10 Runs |   |                       |

Bangladesch gewann den Münzwurf und entschied sich als Schlagmannschaft zu beginnen. Als Spieler des Spiels wurde Mahmudullah ausgezeichnet.

### Viertes Twenty20 in Dhaka
| 7. August Scorecard | Dhaka | Bangladesch 104-9 (20)           | – | Australien 105-7 (19) |
|                     |       | Australien gewinnt mit 3 Wickets |   |                       |

Bangladesch gewann den Münzwurf und entschied sich als Schlagmannschaft zu beginnen. Als Spieler des Spiels wurde Mitchell Swepson  ausgezeichnet.

### Fünftes Twenty20 in Dhaka
| 9. August Scorecard | Dhaka | Bangladesch 122-8 (20)          | – | Australien 62 (13.4) |
|                     |       | Bangladesch gewinnt mit 60 Runs |   |                      |

Bangladesch gewann den Münzwurf und entschied sich als Schlagmannschaft zu beginnen. Als Spieler des Spiels wurde Shakib Al Hasan ausgezeichnet.

## Auszeichnungen

### Player of the Series
Als Player of the Series wurden der folgende Spieler ausgezeichnet.
| Serie   | Player of the Series |
| ------- | -------------------- |
| Tweny20 | Shakib Al Hasan      |

### Player of the Match
Als Player of the Match wurden die folgenden Spieler ausgezeichnet.
| Spiel       | Player of the Match |
| ----------- | ------------------- |
| 1. Twenty20 | Nasum Ahmed         |
| 2. Twenty20 | Afif Hossain        |
| 3. Twenty20 | Mahmudullah         |
| 4. Twenty20 | Mitchell Swepson    |
| 5. Twenty20 | Shakib Al Hasan     |